# Icaia digna
Icaia digna är en insektsart som beskrevs av Blocker 1983. Icaia digna ingår i släktet Icaia och familjen dvärgstritar. Inga underarter finns listade i Catalogue of Life.